# Big Hero 6: The Series
Big Hero 6: The Series (Big Hero 6: A Série (título em Portugal) ou Operação Big Hero: A Série (título no Brasil)) é uma série de animação dos Estados Unidos, produzida pela Disney Television Animation e atualmente desenvolvida por Mark McCorkle e Bob Schooley, os criadores da série Kim Possible. A série é baseada no filme animado Big Hero 6 de 2014, que em si é vagamente baseado na série de banda desenhada, "Sunfire and Big Hero 6", publicada pela Marvel Comics. A série tem lugar após os acontecimentos do filme e utiliza animação 2D.
Estreou em 20 de novembro de 2017 nos canais Disney XD e Disney Channel. No Brasil, a série estreou também nos canais Disney XD e Disney Channel em 11 de março de 2018. Em Portugal, estreou no Disney Channel a 12 de outubro de 2018.

## Elenco
| Personagem                         | Intérprete           |
| Principais                         | Principais           |
| ---------------------------------- | -------------------- |
| Hiro Hamada / Capitão Fofo         | Ryan Potter          |
| Baymax / Panda Vermelho            | Scott Adsit          |
| GoGo Tomago / Rainha da Velocidade | Jamie Chung          |
| Honey Lemon / Garota Altona        | Génesis Rodríguez    |
| Wasabi / Chop Chop                 | Khary Payton         |
| Fred Fredrickson 3° / Solta Chamas | Brooks Wheelan       |
| Recorrentes e Secundários          |                      |
| Tia Cass Hamada                    | Maya Rudolph         |
| Alistair Krei                      | Alan Tudyk           |
| Heathcliff                         | David Shaughnessy    |
| Professora Granville               | Jenifer Lewis        |
| Obake                              | Andrew Scott         |
| Dibs/Gosma                         | Andy Richter         |
| Bluff Dunder                       | Diedrich Bader       |
| Carl do Mal                        | Diedrich Bader       |
| Sr. Fredrickson (Pai de Fred)      | Stan Lee             |
| Sra. Fredrickson (Mãe de Fred)     | Susan Sullivan       |
| Richardson Mole                    | Sean Giambrone       |
| Assistente do Krei                 | Laura Silverman      |
| Mel                                | John Ross Bowie      |
| Karmi                              | Haley Tju            |
| Barão Vaporizador                  | Jeff Bennett         |
| Jaq                                | Kerri Kenney         |
| Yum Labouché                       | Atlon Brown          |
| Momakase                           | Naoko Mori           |
| Ned Ludd                           | Jon Rudnitsky        |
| Bolton Gramercy                    | Gordon Ramsay        |
| Participações                      |                      |
| Mr. Yama                           | Paul Briggs          |
| Tadashi Hamada                     | Daniel Henney        |
| Médica                             | Kerri Kenney         |
| Robert Callaghan / Yokai           | James Cromwell       |
| Mini-Max                           | John Michael Higgins |

## Resumo
| Temporada | Temporada | Episódios | Exibição original      | Exibição original       | Exibição em Portugal  | Exibição em Portugal   | Exibição no Brasil     | Exibição no Brasil    |
| Temporada | Temporada | Episódios | Estreia de temporada   | Final de temporada      | Estreia de temporada  | Final de temporada     | Estreia de temporada   | Final de temporada    |
| --------- | --------- | --------- | ---------------------- | ----------------------- | --------------------- | ---------------------- | ---------------------- | --------------------- |
|           | 1         | 24        | 20 de novembro de 2017 | 13 de outubro de 2018   | 12 de outubro de 2018 | 15 de setembro de 2020 | 11 de março de 2018    | 26 de janeiro de 2019 |
|           | 2         | 25        | 6 de maio de 2019      | 8 de fevereiro 2020     | 29 de março de 2021   | 2 de abril de 2021     | 16 de setembro de 2019 | 4 de junho de 2020    |
|           | 3         | 10        | 21 de setembro de 2020 | 15 de fevereiro de 2021 | 2022                  | 2022                   | 4 de janeiro de 2021   | 3 de maio de 2021     |

### 1ª Temporada (2017-18)
| #    | ##   | Título | Estreia original       | Estreia Portugal         | Estreia Brasil         |
| ---- | ---- | --- | ---------------------- | ------------------------ | ---------------------- |
| 12   | 12   | "Baymax Regressa (BR) Baymax Voltou (PT)" "Baymax Returns"                                                          | 20 de novembro de 2017 | 12 de outubro de 2018    | 11 de março de 2018    |
| 3    | 3    | "Número 188 (BR)/(PT)" "Issue 188"                                                                                  | 9 de junho de 2018     | 20 de outubro de 2018    | 7 de abril de 2018     |
| 4    | 4    | "Operação Colegas de Quarto (BR) Grandes Colegas de Quarto 2 (PT)" "Big Roommates 2"                                | 9 de junho de 2018     | 27 de outubro de 2018    | 7 de abril de 2018     |
| 5    | 5    | "O Socialai-Tismo do Fred (BR) O Mano-Baile do Fred (PT)" "Fred's Bro-Tillion"                                      | 10 de junho de 2018    | 3 de novembro de de 2018 | 13 de abril de 2018    |
| 6    | 6    | "Briga de Faca (BR) Luta de Comida (PT)" "Food Fight"                                                               | 10 de junho de 2018    | 9 de novembro de 2018    | 16 de abril de 2018    |
| 7    | 7    | "A Floresta de Muirahara (BR) O Bosque de Muirahara (PT)" "Muirahara Woods"                                         | 16 de junho de 2018    | 16 de novembro de 2018   | 17 de abril de 2018    |
| 8    | 8    | "Desistir Nunca (BR) Modo Falhanço (PT)" "Failure Mode"                                                             | 23 de junho de 2018    | 22 de novembro de 2018   | 18 de abril de 2018    |
| 9    | 9    | "O Encontro da Tia Cass (BR) A Tia Cass Vai Sair (PT)" "Aunt Cass Goes Out"                                         | 30 de junho de 2018    | 29 de novembro de 2018   | 19 de abril de 2018    |
| 10   | 10   | "O Paciente Impaciente (BR)/(PT)" "The Impatient Patient"                                                           | 7 de julho de 2018     | 2 de fevereiro de 2019   | 20 de abril de 2018    |
| 11   | 11   | "O Ofuscado Senhor Brilhante (BR) Sr. Brilhos Perde o Seu Brilho (PT)" "Mr. Sparkles Loses His Sparkle"             | 14 de julho de 2018    | 09 de fevereiro de 2019  | Julho de 2018          |
| 12   | 12   | "Aplicativo Sinistro (BR) Aplicação Sinistra (PT)" "Killer App"                                                     | 21 de julho de 2018    | 16 de fevereiro de 2019  | Julho de 2018          |
| 13   | 13   | "Pequeno Hiro Sozinho (BR) Pequeno Hiro Um (PT)" "Small Hiro One"                                                   | 28 de julho de 2018    | 23 de fevereiro de 2019  | 8 de julho de 2018     |
| 14   | 14   | "Kaiju do Kentucky (BR) Kentucky Kaiju (PT)" "Kentucky Kaiju"                                                       | 4 de agosto de 2018    | 8 de março de 2019       | 8 de julho de 2018     |
| 15   | 15   | "Rivalidade Amistosa (BR) Fraqueza da Rivalidade (PT)" "Rivalry's Week"                                             | 11 de agosto de 2018   | 15 de março de 2019      | 3 de setembro de 2018  |
| 16   | 16   | "História de Fã (BR) Fantasias de Fãs (PT)" "Fan Fiction"                                                           | 18 de agosto de 2018   | 22 de março de 2019      | 10 de setembro de 2018 |
| 17   | 17   | "Mini-Max (BR)/(PT)" "Mini-Max"                                                                                     | 25 de agosto de 2018   | 15 de setembro de 2020   | 8 de outubro de 2018   |
| 18   | 18   | "O Sétimo Big Hero (BR) Big Hero 7 (PT)" "Big Hero 7"                                                               | 8 de setembro de 2018  | 15 de setembro de 2020   | 26 de janeiro de 2019  |
| 19   | 19   | "Problemão (BR) Grande Problema (PT)" "Big Problem"                                                                 | 15 de setembro de 2018 | 15 de setembro de 2020   | 13 de outubro de 2018  |
| 20   | 20   | "Vingança a Vapor (BR) A Vingança do Vapor (PT)" "Steamer's Revenge"                                                | 22 de setembro de 2018 | 15 de setembro de 2020   | 22 de outubro de 2018  |
| 21   | 21   | "A Robô-Luta (BR) O Bot-combatente (PT)" "The Bot-Fighter"                                                          | 29 de setembro de 2018 | 15 de setembro de 2020   | 29 de outubro de 2018  |
| 22   | 22   | "Doces ou Ilusões (BR) Obake Yashiki (PT)" "Obake Yashiki"                                                          | 6 de outubro de 2018   | 15 de setembro de 2020   | 15 de outubro de 2018  |
| 2324 | 2324 | "Contagem Regressiva para a Catástrofe (BR) Contagem Decrescente para a Catástrofe (PT)" "Countdown to Catastrophe" | 13 de outubro de 2018  | 15 de setembro de 2020   | 26 de janeiro de 2019  |

### 2ª Temporada (2019-2020)
| #    | ##   | Título                                                                        | Estreia original                           | Estreia Portugal    | Estreia Brasil                               |
| ---- | ---- | ----------------------------------------------------------------------------- | ------------------------------------------ | ------------------- | -------------------------------------------- |
| 25   | 1    | "Tudo por um Estágio (BR) O Estágio (PT)" "Internabout"                       | 6 de maio de 2019                          | 29 de março de 2021 | 16 de setembro de 2019                       |
| 26   | 2    | "A Sétima Vela (BR) A Sétima Roda (PT)" "Seventh Wheel"                       | 7 de maio de 2019                          | 30 de março de 2021 | 17 de setembro de 2019                       |
| 27   | 3    | "Hora da Presa (BR) Data da Presa (PT)" "Prey Date"                           | 8 de maio de 2019                          | 31 de março de 2021 | 18 de setembro de 2019                       |
| 28   | 4    | "Tem Algo Suspeito (BR) Algo Cheira a Esturro (PT)" "Something's Fishy"       | 9 de maio de 2019                          | 1 de abril de 2021  | 19 de setembro de 2019                       |
| 29   | 5    | "Nega-Gosma (BR) Nega-Viscoso (PT)" "Nega-Globby"                             | 10 de maio de 2019                         | 2 de abril de 2021  | 20 de setembro de 2019                       |
| 30   | 6    | "O Destino das Colegas de Quarto (BR)/(PT)" "The Fate of Roommates"           | 13 de maio de 2019                         | 2 de abril de 2021  | 2 de dezembro de 2019                        |
| 31   | 7    | "Muira-Horror (BR) Muira-Torror! (PT)" "Muira-Horror"                         | 14 de maio de 2019                         | 2 de abril de 2021  | 3 de dezembro de 2019                        |
| 32   | 8    | "Coisinha Fofa (BR) Algo Fofinho (PT)" "Something Fluffy"                     | 15 de maio de 2019                         | 2 de abril de 2021  | 4 de dezembro de 2019                        |
| 33   | 9    | "Sue Supersônica (BR) Sue Supersónica (PT)" "Supersonic Sue"                  | 16 de maio de 2019                         | 2 de abril de 2021  | 5 de dezembro de 2019                        |
| 34   | 10   | "Detector De Mentiras (BR) Detetor de Mentiras (PT)" "Lie Detector"           | 17 de maio de 2019                         | 2 de abril de 2021  | 6 de dezembro de 2019                        |
| 35   | 11   | "Primeira Escrita á Esquerda (BR) Escrita Criativa (PT)" "Write Turn Here"    | 3 de setembro de 2019                      | 2 de abril de 2021  | 3 de fevereiro de 2020                       |
| 3637 | 1213 | "Cidade Dos Monstros (BR) Cidade de Monstros (PT)" "City of Monsters"         | 4 de setembro de 20195 de setembro de 2019 | 2 de abril de 2021  | 4 de fevereiro de 20205 de fevereiro de 2020 |
| 38   | 14   | "Mini-Máximo Problema (BR) Sarilhos Mini-máximos (PT)" "Mini-Maximum Trouble" | 6 de setembro de 2019                      | 2 de abril de 2021  | 6 de fevereiro de 2020                       |
| 39   | 15   | "El Fuego (BR)/(PT)" "El Fuego"                                               | 9 de setembro de 2019                      | 2 de abril de 2021  | 7 de fevereiro de 2020                       |
| 40   | 16   | "A Gosma De Dentro (BR) O Viscoso Interior (PT)" "The Globby Within"          | 10 de setembro de 2019                     | 2 de abril de 2021  | 10 de fevereiro de 2020                      |
| 41   | 17   | "Alta-Luz (BR) Hardlight (PT)" "Hardlight"                                    | 11 de setembro de 2019                     | 2 de abril de 2021  | 11 de fevereiro de 2020                      |
| 42   | 18   | "O Presente (BR) A Prenda (PT)" "The Present"                                 | 7 de dezembro de 2019                      | 2 de abril de 2021  | 12 de fevereiro de 2020                      |
| 43   | 19   | "Hiro, O Vilão (BR) Hiro, o Vilão (PT)" "Hiro the Villain"                    | 4 de janeiro de 2020                       | 2 de abril de 2021  | 13 de fevereiro de 2020                      |
| 44   | 20   | "Portal Inimigo (BR) Inimiga do Portal (PT)" "Portal Enemy"                   | 11 de janeiro de 2020                      | 2 de abril de 2021  | 14 de fevereiro de 2020                      |
| 45   | 21   | "Fred, O Fugitivo (BR) Fred, o Fugitivo (PT)" "Fred the Fugitive"             | 18 de janeiro de 2020                      | 2 de abril de 2021  | 1 de junho de 2020                           |
| 46   | 22   | "Major Explosão (BR) Major Arromba (PT)" "Major Blast"                        | 25 de janeiro de 2020                      | 2 de abril de 2021  | 2 de Junho de 2020                           |
| 47   | 23   | "Não Tenha Medo (BR) Nada Temas (PT)" "Fear Not"                              | 1 de fevereiro de 2020                     | 2 de abril de 2021  | 3 de junho de 2020                           |
| 4849 | 2425 | "Legados: Parte 1 & 2 (BR) Legados, Parte 1 & 2 (PT)" "Legacies: Part 1 & 2"  | 8 de fevereiro de 2020                     | 2 de abril de 2021  | 4 de Junho De 2020                           |

### 3ª Temporada (2020-21)
| #   | ##  | Título                                 | Estreia original        | Estreia Portugal | Estreia Brasil         |
| --- | --- | -------------------------------------- | ----------------------- | ---------------- | ---------------------- |
| 50  | 1   | "The Hyper-Potamus Pizza-Party-Torium" | 21 de setembro de 2020  | 2022             | 4 de janeiro de 2020   |
| 51a | 2a  | "Mayor for a Day"                      | 28 de setembro de 2020  | 2022             | 11 de janeiro de 2020  |
| 52b | 2b  | "The Dog Craze of Summer"              | 28 de setembro de 2020  | 2022             | 11 de janeiro de 2020  |
| 53a | 3a  | "Trading Chips"                        | 5 de outubro de 2020    | 2022             | 18 de janeiro de 2020  |
| 54b | 3b  | "Mini Noodle Burger Max"               | 5 de outubro de 2020    | 2022             | 18 de janeiro de 2020  |
| 55a | 4a  | "A Friendly Face"                      | 12 de outubro de 2020   | 2022             | 25 de janeiro de 2020  |
| 56b | 4b  | "Big Chibi 6"                          | 12 de outubro de 2020   | 2022             | 25 de janeiro de 2020  |
| 57a | 5a  | "Cobra and Mongoose"                   | 26 de outubro de 2020   | 2022             | 1 de fevereiro de 2021 |
| 58b | 5b  | "Better Off Fred"                      | 26 de outubro de 2020   | 2022             | 1 de fevereiro de 2021 |
| 59a | 6a  | "Big Hero Battle"                      | 2 de novembro de 2020   | 2022             | 5 de abril de 2021     |
| 60b | 6b  | "Go Go the Woweroo"                    | 2 de novembro de 2020   | 2022             | 5 de abril de 2021     |
| 61a | 7a  | "The New Nega-Globby"                  | 9 de novembro de 2020   | 2022             | 12 de abril de 2021    |
| 62b | 7b  | "De-Based"                             | 9 de novembro de 2020   | 2022             | 12 de abril de 2021    |
| 63a | 8a  | "The Misfit"                           | 1 de fevereiro de 2021  | 2022             | 19 de abril de 2021    |
| 64b | 8b  | "Return to Sycorax"                    | 1 de fevereiro de 2021  | 2022             | 19 de abril de 2021    |
| 65a | 9a  | "A Fresh Sparkles"                     | 8 de fevereiro de 2021  | 2022             | 26 de abril de 2021    |
| 66b | 9b  | "Noodle Burger Ploy"                   | 8 de fevereiro de 2021  | 2022             | 26 de abril de 2021    |
| 67a | 10a | "The Mascot Upshot"                    | 15 de fevereiro de 2021 | 2022             | 3 de maio de 2021      |
| 68b | 10b | "Krei-oke Night"                       | 15 de fevereiro de 2021 | 2022             | 3 de maio de 2021      |